# Past Reality Integration
 (octobre 2015).
La Past Reality Integration (PRI) est une forme de psychothérapie qui part du principe qu’en tant qu’adulte, les humains regardent souvent le monde à travers les lunettes de leurs mécanismes de défenses développés durant l'enfance. Les premiers résultats des protocoles PRI terminés montrent que les personnes souffrent moins de sentiments d’angoisse et de dépression que la moyenne.